# Thomas Carr
Thomas Carr (Filadelfia, 4 luglio 1907 – Ventura, 23 aprile 1997) è stato un attore e regista statunitense. Dopo una intensa esperienza come attore bambino dal 1912 al 1923, si afferma dal 1945 come regista al cinema e alla televisione, specializzandosi nel genere western.

## Biografia
Thomas Carr nasce in Pennsylvania nel 1907. Figlio degli attori William Carr e Mary Carr, recita al cinema come attore bambino con la Lubin Company dal 1912 al 1923, assieme ai fratelli John Carr e Stephen Carr e alle sorelle Louella Carr, Maybeth Carr e Rosemary Carr.
Con l'adolescenza i ruoli si diradarono fino ad interrompersi del tutto alla fine degli anni trenta.
Dal 1945 intraprende la carriera di regista, al cinema ma quindi soprattutto alla televisione, dirigendo serie di successo, soprattutto western, come Wild Bill Hickok (1951), Hopalong Cassidy (1952), Trackdown (1957-59), Ricercato vivo o morto (1958-61), Gli uomini della prateria (1962-65), ma anche 37 episodi delle Adventures of Superman (1952-58). Il suo ultimo impegno è per la serie televisiva Il grande teatro del West (1967-68).
Muore a Ventura (California) nel 1997, all'età di 89 anni.

## Filmografia parziale

### Attore
- Buster's Dream, regia di Charles H. France (1912)
- Little Breeches (1914)
- The Steadfast, regia di Joseph W. Smiley (1915)
- Virtuous Wives, regia di George Loane Tucker (1918)
- Through the Toils, regia di Harry O. Hoyt (1919)
- L'idolo danzante (The Idol Dancer), regia di D.W. Griffith (1920)
- Velvet Fingers, regia di George B. Seitz (1920)
- A Heart to Let, regia di Edward Dillon (1921)
- Polly of the Follies, regia di John Emerson (1922)
- Luck (1923)
- The Wild Bull's Lair, regia di Del Andrews (1925)
- Fighting Youth, regia di B. Reeves Eason (1925)
- The Road to Ruin, regia di Norton S. Parker (1928)
- Gli angeli dell'inferno (Hell's Angels), regia di Howard Hughes (1930)
- Men Without Law, regia di Louis King (1930)
- Range Defenders, regia di Mack V. Wright (1937)
- SOS Coast Guard, regia di Alan James e William Witney (1937)
- Slander House, regia di Charles Lamont (1938)

### Regista

#### Cinema
- The Cherokee Flash (1945)
- Il ritorno di Jess il bandito (Jesse James Rides Again) (1947)
- Brick Bradford (1947)
- Superman (1948)
- Congo Bill (1948)
- The Maverick (1952)
- Topeka (1953)
- Desperado (The Desperado) (1954)
- Dino (1957)
- I pionieri del West (The Tall Stranger) (1957)

#### Televisione
- Adventures of Wild Bill Hickok – serie TV, 7 episodi (1951)
- Dick Tracy – serie TV, 11 episodi (1950-1952)
- Hopalong Cassidy – serie TV, 6 episodi (1952)
- Adventures of Superman – serie TV, 37 episodi (1952-1958)
- Trackdown – serie TV, 18 episodi (1957-1959)
- Ricercato vivo o morto (Wanted: Dead or Alive) – serie TV, 26 episodi (1958-1960)
- Richard Diamond (Richard Diamond, Private Detective) – serie TV, 13 episodi (1957-1960)
- Carovana (Stagecoach West) – serie TV, 17 episodi (1960-1961)
- I detectives (The Detectives) – serie TV, 2 episodi (1961)
- Gli uomini della prateria (Rawhide) – serie TV, 28 episodi (1962-1965)
- Honey West – serie TV, 3 episodi (1966)
- Il grande teatro del West (The Guns of Will Sonnett) – serie TV, 4 episodi (1967-1968)